# Kazuki Ganaha
Kazuki Ganaha (我那覇 和樹, Ganaha Kazuki) est un footballeur japonais né le 26 septembre 1980 à Naha dans la préfecture de Okinawa au Japon.